# Scopula vestalialis
Scopula vestalialis là một loài bướm đêm trong họ Geometridae.